# Antonio Polcenigo
Antonio Polcenigo (Fanna, 18 aprile 1647 – Feltre, 20 aprile 1724) è stato un vescovo cattolico italiano.

## Biografia
Nato il 18 aprile 1647 a Fanna, apparteneva alla nobile famiglia Polcenigo.
L'8 agosto 1683 fu ordinato sacerdote.
Il 24 aprile 1684 fu eletto vescovo di Feltre. Ricevette la consacrazione episcopale il 1º maggio a Roma, nella chiesa di Santa Maria in Vallicella, per l'imposizione delle mani del cardinale Alessandro Crescenzi.
Nel 1688 dotò il seminario vescovile di una biblioteca.
Il 22 maggio 1693 eresse la Congregazione del Santissimo Crocifisso, ponendovi la sede all'altare del Crocifisso della cattedrale di Feltre.
Compì quattro visite pastorali e celebrò un sinodo diocesano.
Morì il 20 aprile 1724 a Feltre. Il 23 aprile fu sepolto in cattedrale.

## Genealogia episcopale
La genealogia episcopale è:
- Cardinale Guillaume d'Estouteville, O.S.B.Clun.
- Papa Sisto IV
- Papa Giulio II
- Cardinale Raffaele Sansone Riario
- Papa Leone X
- Papa Paolo III
- Cardinale Francesco Pisani
- Cardinale Alfonso Gesualdo di Conza
- Papa Clemente VIII
- Cardinale Pietro Aldobrandini
- Cardinale Laudivio Zacchia
- Cardinale Antonio Barberini, O.F.M.Cap.
- Cardinale Alessandro Crescenzi, C.R.S.
- Vescovo Antonio Polcenigo